# Hjortø
Hjortø es una isla de Dinamarca, situada al sur de Fionia y perteneciente al municipio de Svendborg.
Ocupa un área de 0,9 km², y alberga una población de 7 habitantes en 2016.
A la isla se puede llegar en ferry desde Svendborg, máximo 12 pasajeros.
Se sitúa al este de Drejø y al oeste de Tåsinge.